# Anas andium
La cerceta barcina, pato serrano o pato paramuno (Anas andium) es una especie de la familia Anatidae nativa de América del Sur. Al igual que otras cercetas, pertenece al género Anas. Más precisamente, es una de las "verdaderas" cercetas del subgénero Nettion.

## Hábitat
Se limita a las montañas andinas de Colombia, Venezuela y Ecuador, entre los 2.600 y 4.300 m de altitud. Habita en los humedales de agua dulce, prefiriendo los hábitats palustres de los ríos. No se considera amenazada por la UICN.

## Descripción
Mide entre 38 y 43 cm. Por encima presenta plumaje marrón oscuro, y por debajo y en la cabeza gris. El pecho es más claro y manchado con negro. El pico es gris oscuro. Al volar se nota el espejo verde con borde posterior anteado en las remeras secundarias.

## Taxonomía
Los datos de secuencias de ADN mitocondrial de esta especie son muy similar a los de la cerceta americana, pese a su fisionomía muy distinta. Además de la desconcertante relación con las cercetas de cabeza rojo y verde, se asemeja sobre todo con la radiación de cercetas del Océano Índico.
Tradicionalmente, se distinguen dos subespecies:
- Cerceta de Mérida, Anas andium altipetens (Conover, 1941) - sierra del noroeste de Venezuela y partes adyacentes de Colombia.
- Anas andium andium (Sclater & Salvin, 1873) - tierras altas de Colombia y Ecuador.

Esta especie y el pato barcino a veces se consideran conespecíficos, pero en la actualidad los taxónomos tienden a tratarlos como dos especies distintas. Cuando se consideran especies distintas, el nombre científico de A. flavirostris se reserva para el pato barcino.